# An Han-yeong
An Han-yeong (kor. 안한영; ur. 19 marca 1948) – południowokoreański zapaśnik w stylu klasycznym. Olimpijczyk z Montrealu 1976, gdzie odpadł w eliminacjach w kategorii 57 kg. Srebrny medalista mistrzostw świata w 1969. Drugi na igrzyskach azjatyckich w 1974 roku.